# Pitkäluoto (halvö)
Pitkäluoto är en halvö i Finland. Den ligger i Nådendal i landskapet Egentliga Finland, i den sydvästra delen av landet, 160 km väster om huvudstaden Helsingfors.